# 레몬밤
레몬밤(영어: lemon balm, 학명: Melissa officinalis 멜리사 오피키날리스[*])은 꿀풀과의 여러해살이풀이다.

## 분포
아시아, 유럽, 아프리카에 분포한다. 중앙아시아(키르기스스탄, 타지키스탄, 투르크메니스탄), 남아시아(파키스탄), 서남아시아(레바논, 시리아, 이라크, 이란, 이스라엘, 키프로스, 터키), 캅카스(아르메니아, 아제르바이잔, 조지아), 동유럽(러시아, 벨라루스, 우크라이나), 동남유럽(그리스, 루마니아, 마케도니아, 몬테네그로, 보스니아 헤르체고비나, 불가리아, 세르비아, 슬로베니아, 알바니아, 코소보, 크로아티아), 남유럽(스페인, 이탈리아, 포르투갈, 프랑스), 북아프리카(모로코, 튀니지), 마카로네시아(마데이라제도, 카나리아제도)가 원산지이다.

### 특징
높이 60~150cm정도 자라는 내한성의 다년초로 줄기는 네모진다.
잎의 길이는 약8cm의 넓은 난형으로 마주난다,
엽병과 털이 있으며 레몬향이 강하다.
꽃은 늦여름에 흰색, 노란색, 연한 청색의 윤산화서로 붙는다

### 효능
스트레스와 불안감 해소 뿐만 아니라 식욕을 돋우고 소화불량 해소에 도움을 준다. 진정 효과가 뛰어나 불면증 치료에도 효과적이다.

## 갤러리

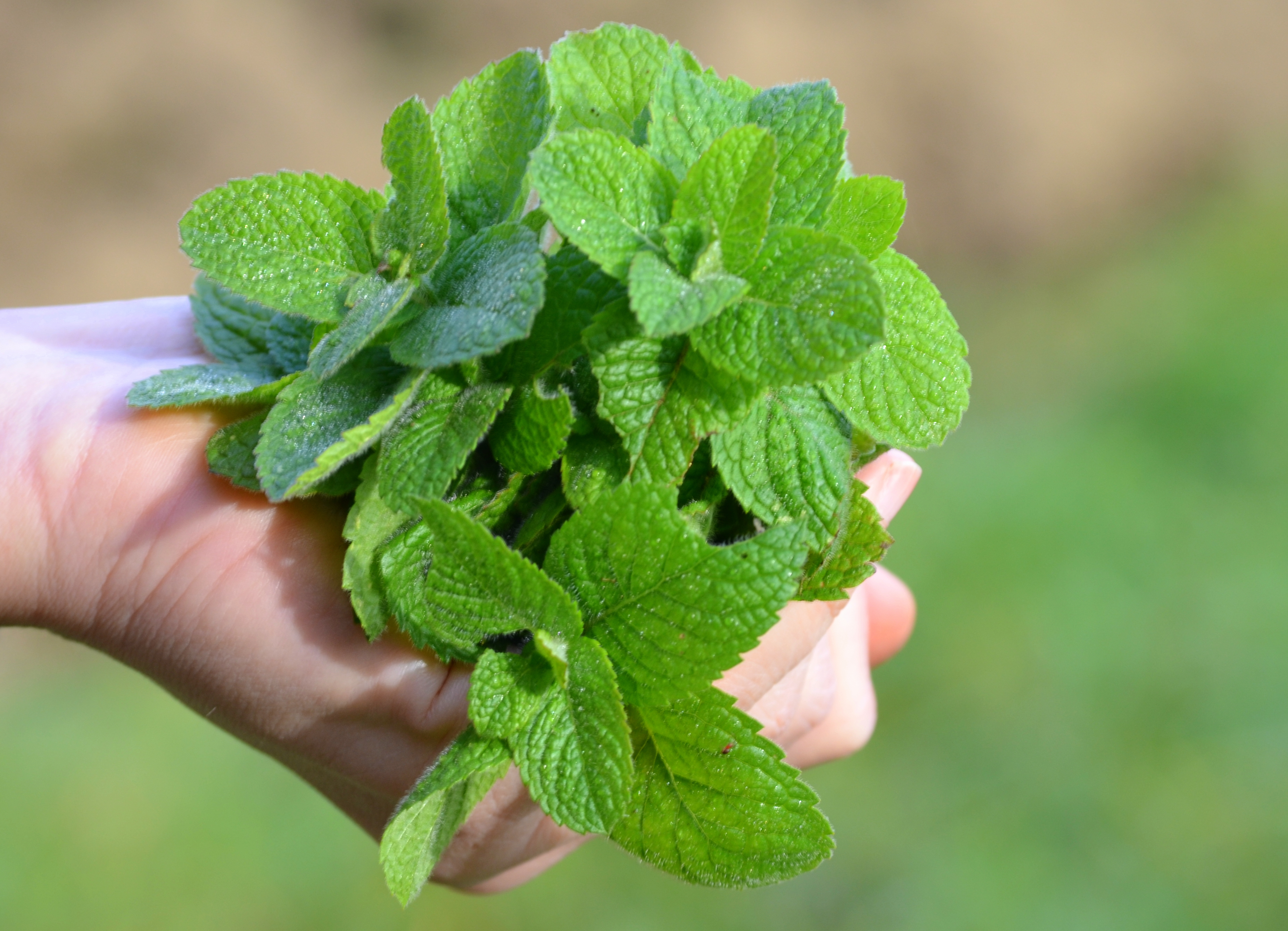
레몬밤 잎
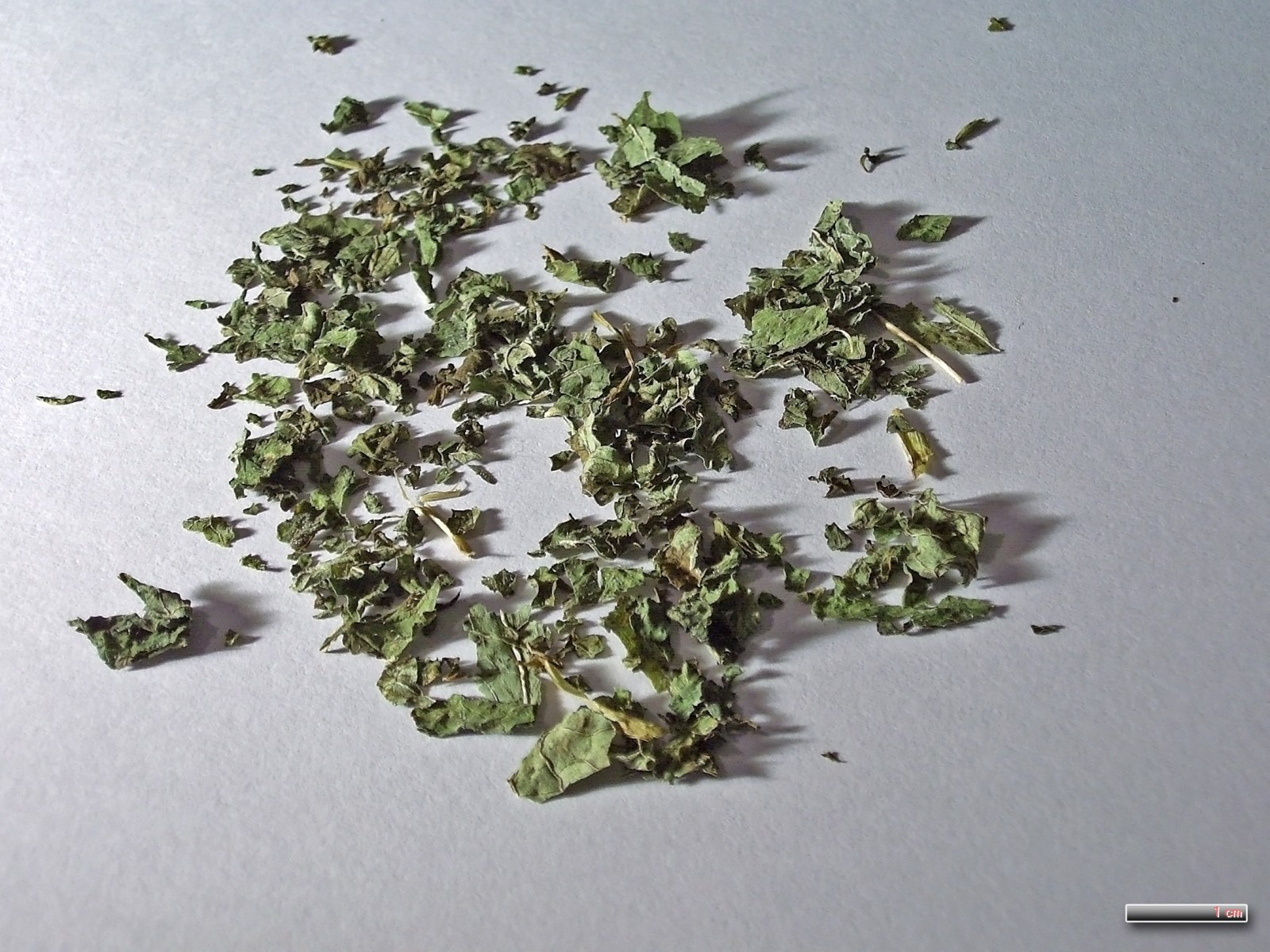
말린 레몬밤 잎
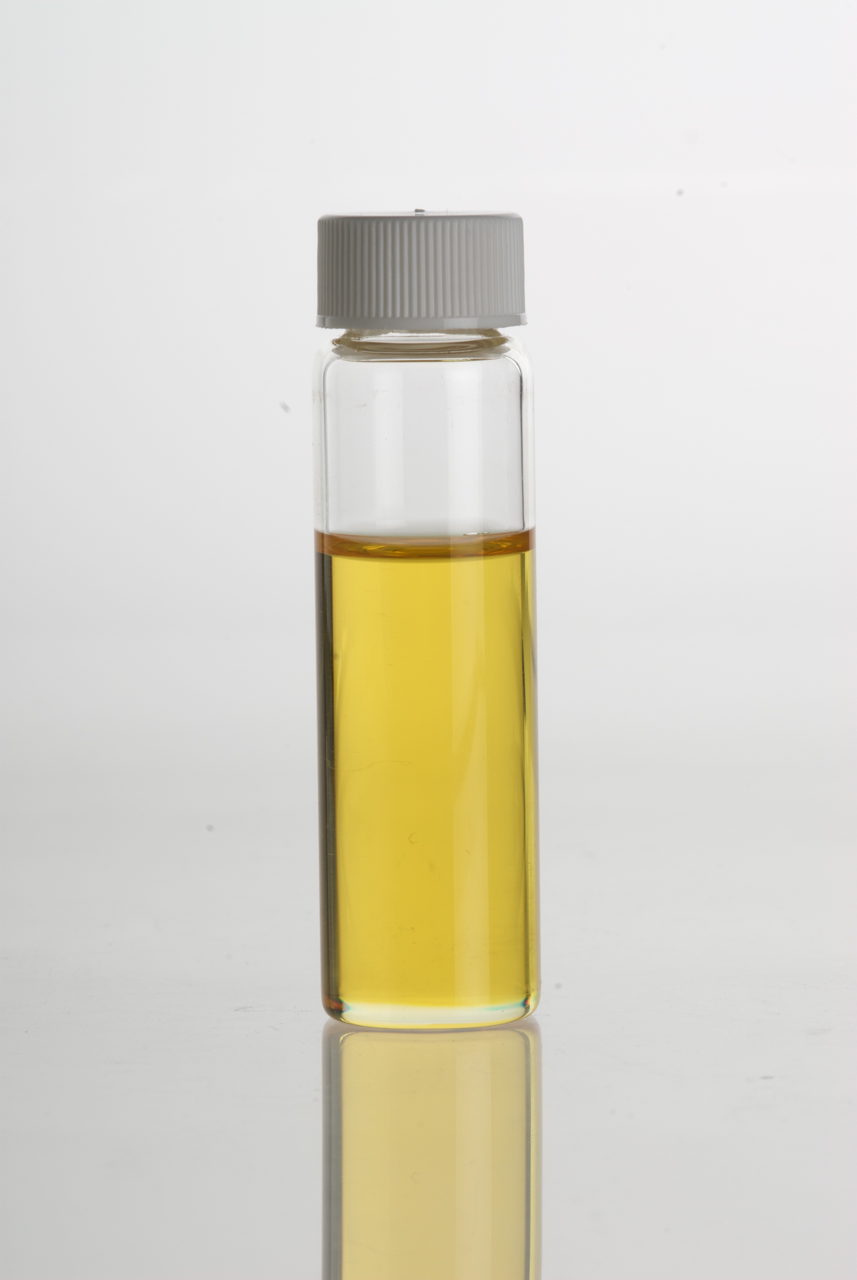
레몬밤 방향유